# Газовые везикулы
Га́зовые вези́кулы (англ. Gas vesicle) — заполненные газом микрокомпартменты, обеспечивающие повышенную плавучесть клеток у примерно 150 видов планктонных бактерий и архей. Особенно часто газовые вакуоли встречаются у цианобактерий. Мембрана, ограничивающая газовую везикулу, имеет белковую природу, а внутри газовой везикулы находится атмосферный воздух. Газовые везикулы располагаются в цитоплазме поодиночке или образуют сотовидные скопления, которые иногда неправильно называют газовыми вакуолями.

## Структура
Газовые везикулы представляют собой полые цилиндры с коническими концами диаметром 50—200 нм и длиной 100—1200 нм. Стенка имеет толщину около 2 нм и, в отличие от обычных клеточных мембран, состоит из практически чистого белка и представляет собой однослойную белковую мембрану, состоящую из двухгидрофобных белков (по другим сведениям, белок GvpC является гидрофильным) взаимно гомологичных у разных видов. Один из них образует паракристаллический монослой вдоль кольцевых рёбер, которых и образуют цилиндрический баллон везикулы. Молекулы другого белка лежат поперёк 4—5 рёбер и стабилизируют органеллу. В мембране имеются поры диаметром около 0,6 нм, через которые диффундируют газы. Вода из цитоплазмы и другие гидрофильные молекулы не проникают внутрь везикулы из-за поверхностного натяжения (так как внутренняя поверхность везикулы гидрофобна). Мембрана газовой везикулы прочная, нерастяжимая, но под высоким наружным давлением везикула необратимо сплющивается.

## Функции
Как правило, газовые везикулы имеются у водных бактерий, которые используют их для регуляции плавучести. Это особенно важно для фотосинтезирующих организмов, так как позволяет им оставаться на глубине с оптимальными освещённостью и концентрацией кислорода. Кроме того, регуляция глубины погружения может быть использована для того, чтобы вода вокруг клетки имела оптимальную солёность и не было угрозы осмотического шока.

## Биогенез
В биогенезе газовых везикул задействовано до 15 генов, расположенных в геномной ДНК или на плазмидах; их обозначают gvp от англ. gas vesicle protein. Большинство из них не идентифицировано; вероятно, они или являются минорными компонентами газовой везикулы, или участвуют в её сборке, или выполняют регуляторную роль. До 90 % твёрдого материала газовой везикулы приходится на белок GvpA. 230 молекул этого исключительно гидрофобного белка формируют ребро шириной 4—5 нм. Белковый продукт гена gvpC, вероятнее всего, стягивает рёбра везикулы. Идентифицированы два белка, регулирующих формирование газовых везикул: белок GvpD подавляет экспрессию белков GvpA и GvpC, а GvpE активирует её. При сборке газовой везикулы вначале образуется биконическая структура, которая далее увеличивается в длине, и одновременно с её ростом в неё диффундирует газ из цитоплазмы.
На биогенез газовых везикул влияет множество факторов внешней среды: интенсивность света, концентрация углеводов в клетке, концентрация кислорода, pH, действие ультразвука и чувство кворума. Повышенная интенсивность света может привести к схлопыванию газовых везикул из-за повышенных тургорного давления и концентрации продуктов фотосинтеза. У цианобактерий УФ-излучение отрицательно сказывается на образовании газовых везикул. У архей Haloferax mediterranei и Haloferax volcanii в экспоненциальной фазе роста накопление глюкозы, мальтозы или сахарозы подавляет экспрессию белка GvpA и, следовательно, образование газовых везикул. Пониженная внутриклеточная концентрация глюкозы может, напротив, стимулировать формирование газовых везикул. У галофильных архей нехватка кислорода подавляет биогенез газовых везикул. У видов рода Microcystis формированию газовых везикул и экспрессии генов gvp способствует повышение внутриклеточного pH. Под действием ультразвука определённых частот Spirulina platensis утрачивает газовые везикулы, что препятствует цветению воды, вызванному этой цианобактерией. У энтеробактерии рода Serratia формирование газовых везикул зависит от чувства кворума, так как они образуются только при определённой концентрации сигнальной молекулы N-ацилгомосеринлактона.

## Эволюция
Вероятно, газовые везикулы лежат в основе одного из древнейших механизмов передвижения клеток, поскольку гены, необходимые для их формирования и функционирования, гораздо консервативнее генов, участвующих в любом другом механизме подвижности. Подвижность, основанная на вращении жгутика, возникла позже газовых вакуолей, поскольку в основе вращения жгутика лежит сложный механизм сопряжения химической и механической энергий, который, скорее всего, появился позже газовых везикул. У некоторых организмов, таких как энтеробактерии рода Serratia образование жгутика и газовых вакуолей взаимно исключают друг друга из-за действия РНК-связывающего белка RsmA. Таким образом, некоторые бактерии могут переключаться с одного вида подвижности на другой, адаптируясь к разным условиям.
Стоит отметить, что широкое распространение и консервативность газовых везикул может быть связано не только с древностью их происхождения, но ещё и с тем, что их компоненты иногда кодируются генами, локализованными на плазмидах, которые могут легко передаваться от одного вида другому в ходе горизонтального переноса генов. Например, если у археи Halobacterium halobium разрушить плазмиду, кодирующую белки, связанные с газовыми везикулами, то она утрачивает способность к формированию газовых везикул.

## Использование в создании вакцин
Ген gvpC архей рода Halobacterium, кодирующий белок, связанный с формированием газовых везикул, используется в качестве системы доставки в исследованиях, связанных с вакцинами. Белок GvpC используется как переносчик и адъювант антигенов из-за своей стабильности (вплоть до температуры 50 °С), устойчивости к биологическому разрушению и отсутствию вредного действия на организм человека. Гены антигенов ряда человеческих патогенов, таких как Salmonella enterica и Chlamydia trachomatis, были клонированы в ген gvpC для создания вакцин с длительным иммунным ответом.